# Korunní (minerální voda)

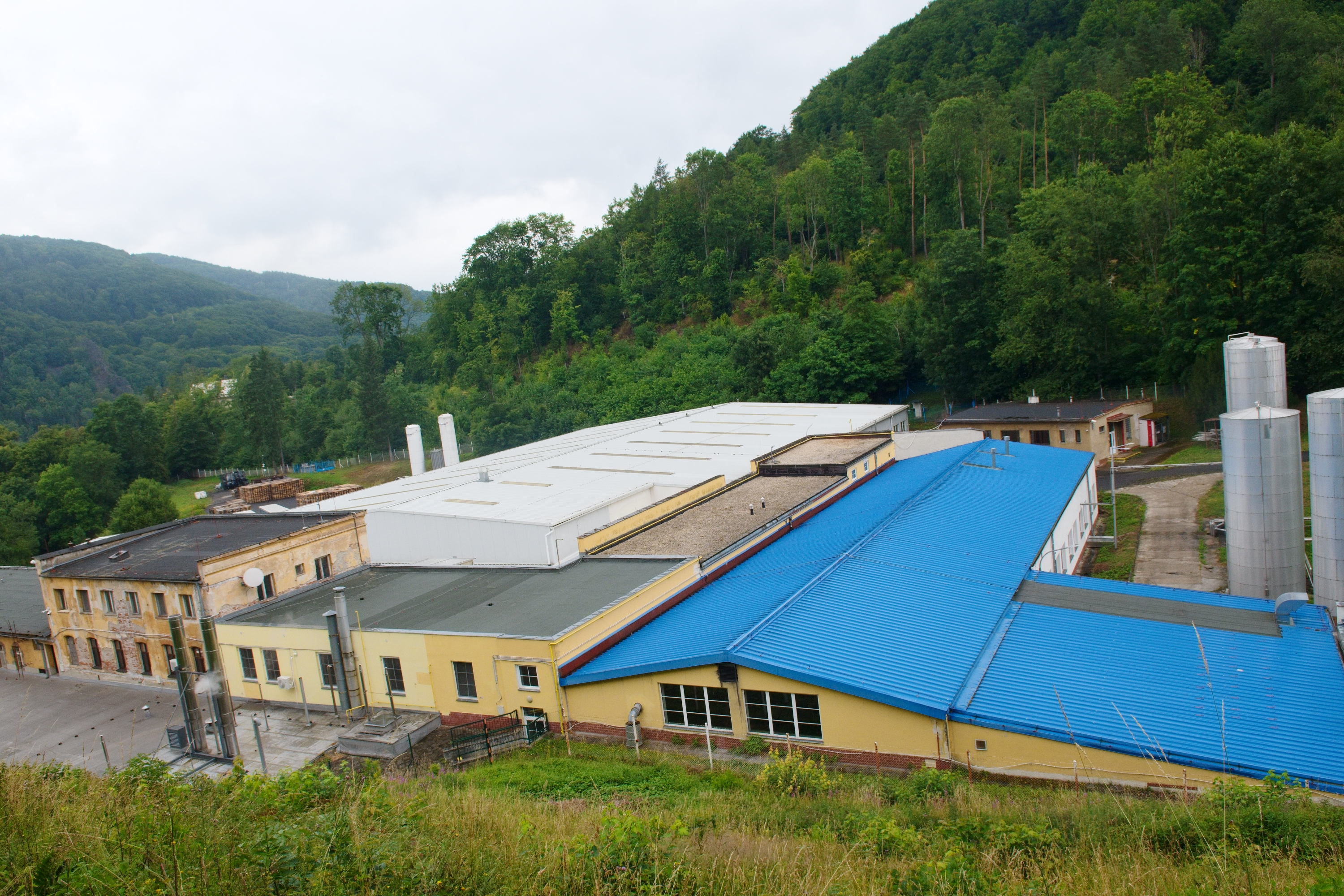
Stáčírna Kyselka Korunní

Korunní je minerální voda hydrochemického typu HCO3 – Na – Ca – Mg, která vyvěrá v Doupovských horách u vsi Korunní poblíž obce Stráž nad Ohří v okrese Karlovy Vary. Vzniká několik desítek metrů pod povrchem v oblasti Doupovských hor, nedaleko Karlových Varů. Korunní vlastní nejen osvědčení Českého inspektorátu lázní a vřídel při Ministerstvu zdravotnictví ČR, ale byla zařazena i do certifikačního almanachu německé laboratoře Institut Fresenius.[zdroj?]
Od roku 2019 patří společnosti Kofola. Karlovarská Korunní je dlouholetým sponzorem Mezinárodního filmového festivalu Karlovy Vary.

## Charakteristika minerální vody
Minerální voda Korunní se řadí mezi slabě mineralizované vody. Procesy vedoucí k formování minerální vody Korunní jsou pomalé a dlouhodobé. Stáří hlubinné vody je na základě speciálních zkoušek určeno na desítky až stovky let. Mineralizace vody činí 757,7 mg·l−1, vyjádřená jako odparek 493 mg·l−1, proplynění vody oxidem uhličitým činí 2 500 mg·l−1. Zdejší voda je tedy klasifikována jako přírodní minerální voda slabě mineralizovaná, uhličitá (v závislosti na sycení CO2), studená a hypotonická.
Voda pochází z chráněného zdroje z okolí vojenského území Doupovských hor. Zdroje minerální vody Korunní jsou osvědčeny a povoleny k užívání Českým inspektorátem lázní a zřídel.

## Chemické složení
| Pramen  | Miner. [mg/l] | CO2 [mg/l] | Mg [mg/l] | Ca [mg/l] | Na [mg/l] | K [mg/l] | F [mg/l] | Cl [mg/l] | HCO3− [mg/l] | SO4− [mg/l] | Pozn. |
| ------- | ------------- | ---------- | --------- | --------- | --------- | -------- | -------- | --------- | ------------ | ----------- | ----- |
| Korunní | 493           |            | 24,3      | 68,4      | 74,7      | 17,5     | 0,61     | 6,9       | 471          | 54,9        | [ 2 ] |

Obsah oxidu uhličitého
- neperlivá – do 0,9 g/l (obsahuje zbytkový oxid uhličitý)
- jemně perlivá – do 3 g/l
- perlivá – do 5,5 g/l

## Historie

### Cesta ke slávě

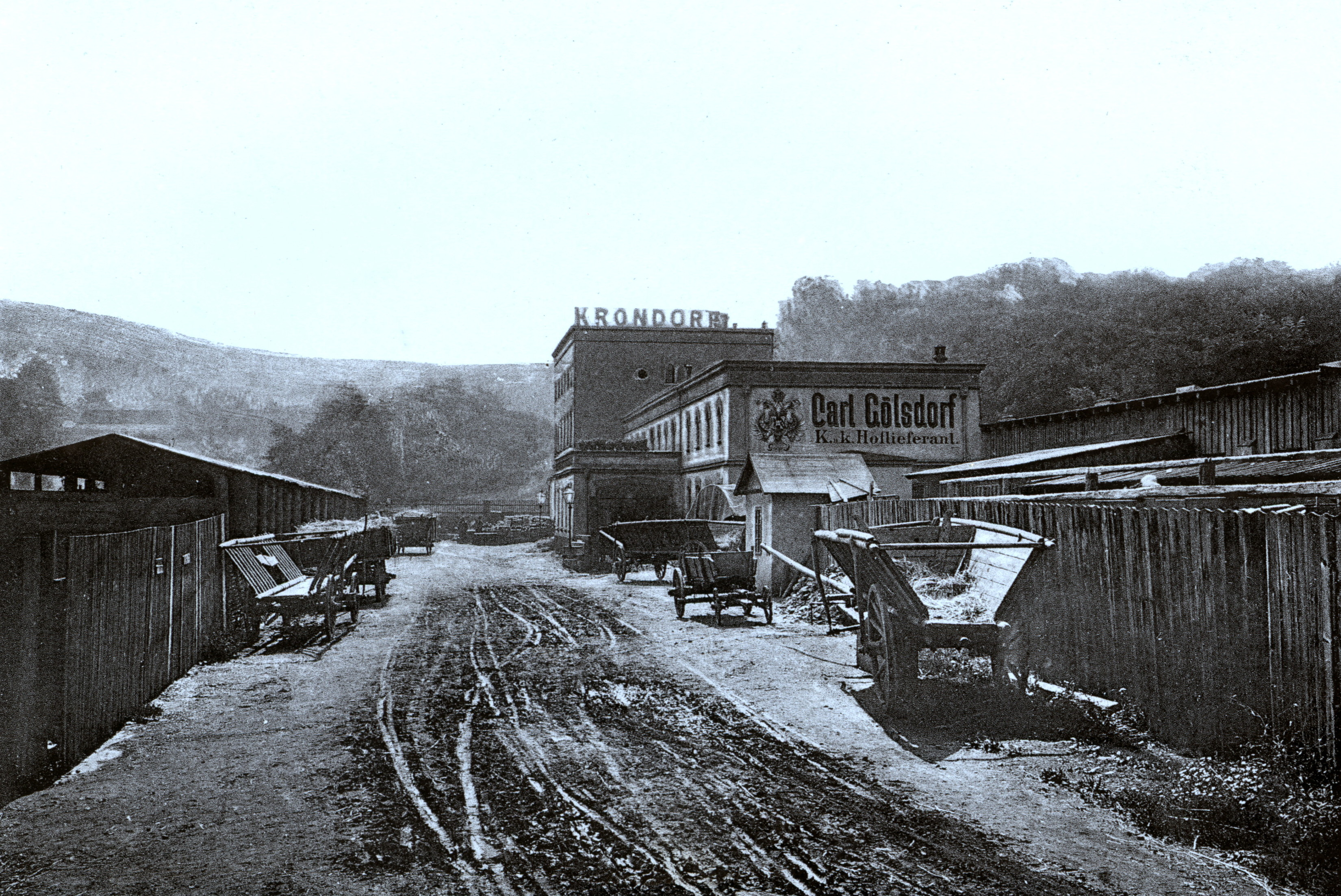
Budova stáčírny minerální vody Krondorf (Korunní)

Počátky obchodního úspěchu Korunní kyselky sahají k roku 1876, kdy byl objeven v malé vesnici Krondorf (dnes Korunní) pramen významné chuti. V horní části údolí Korunního potoka byla postavena parní pila, v níž zpracovávali pokácené stromy na prkna. Jako ředitele povolali zkušeného dřevařského odborníka Carla Golsdorfa, který pocházel z Plavna, kde se narodil v roce 1844. Nedaleko pily v místech starého mlýna byl objeven přirozený vývěr minerálního pramene, jenž nechal Carl Golsdorf podchytit a provést odbornou analýzu. Chemický rozbor kyselky provedli renomovaní pražští profesoři Josef Lerch, Wilhelm Friedrich Gintl, Enoch Heinrich Kisch a karlovarský hydrogeolog Josef Knett. Všechny chemicko-fyzikální analýzy prokázaly léčivé vlastnosti objevené kyselky. To byl impulz k založení expediční firmy, jež se roku 1878 ujala jímání a rozesílání Krondorfské kyselky.
Dne 30. října 1876 prameniště osobně zkontrolovala a exploataci minerální vody schválila c. k. komise okresního hejtmanství a v roce 1877 byla Korunní kyselka výnosem pražského místodržitelství vyhlášena za léčivý pramen.
Dva nejvydatnější výstupy kyselky pojmenoval Golsdorf názvy Kateřina a Štěpánka. Kateřina dostala název podle jména Golsdorfovi choti a Štěpánka podle jména korunní princezny Štěpánka Belgická. Důkladné krenotechnické zachycení pramene Štěpánka se uskutečnilo roku 1880 na počest zasnoubení korunního prince Rudolfa Habsburského. Se souhlasem urozených novomanželů pak bylo zřídlo po jejich svatbě pojmenováno po Její císařské Výsosti.
Lahvovaná kyselka se pak začala prodávat ve velkém měřítku. Úspěch se svými chuťově neobyčejně atraktivními vodami měl nejen v rámci tehdejšího Rakouska-Uherska, ale i v dalších státech, zejména na argentinském trhu. V roce 1920 bylo prodáno 5 miliónů láhví. Korunní celosvětově proslula jako skvělá minerální voda.

### Letovisko Krondorf (Korunní)

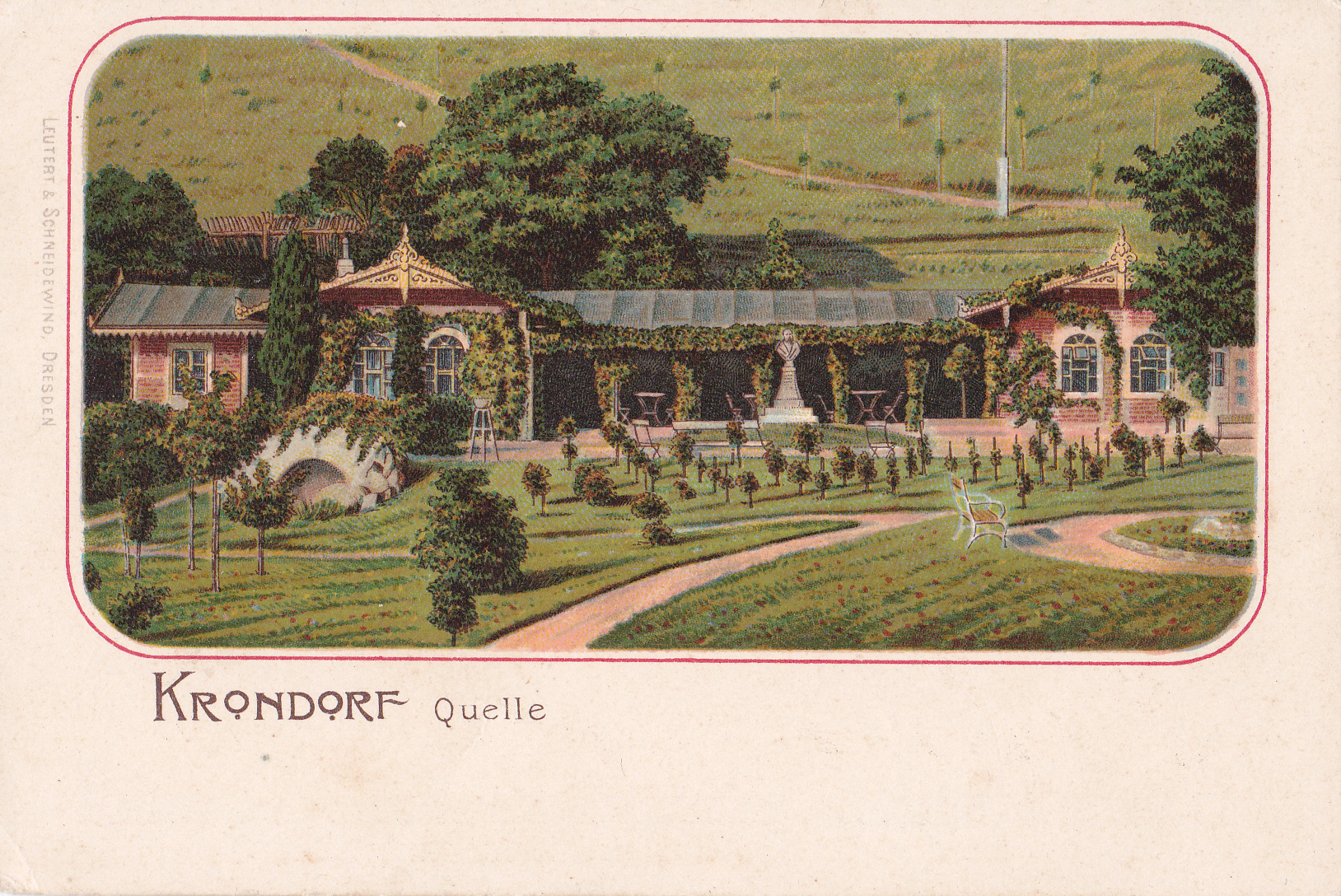
Historická pohlednice zachycující letovisko Krondorf Sauerbrunn

Carl Golsdorf postupně a s rozmyslem investoval mnoho peněz do dalšího technického rozvoje stáčírny a pomýšlel na vybudování malých klimatických lázní. Snaha vybudovat u Korunní prosperující lázně byla neúspěšná, nicméně se mu podařilo učinit z Krondorfu velmi oblíbené letovisko a z Krondorfky všeobecně známou minerální vodu. Koncem 19. století byl Krondorf atraktivním výletním místem, jehož reklamy se nacházely ve všech turistických průvodcích a časopisech.